# Ewart Oakeshott
Ronald Ewart Oakeshott (25 de mayo de 1916 - 30 de septiembre de 2002) fue un ilustrador, coleccionista e historiador aficionado británico que escribió prodigiosamente sobre armas y armaduras medievales. Fue miembro de la Sociedad de Anticuarios, miembro fundador de la Sociedad de Armas y Armaduras y fundador del Instituto Oakeshott. Creó un sistema de clasificación de las espadas medievales, conocida como tipología de Oakeshott, una organización sistemática del armamento medieval.

## Biografía
Ronald Ewart Oakeshott nació en 1916. Su tío Jeffery Farnol escribió novelas románticas y de espadachines y también tenía una colección de espadas antiguas, gracias a las cuales el joven Oakeshott se interesó por las espadas. Después de dejar el Dulwich College, Oakeshott estudió en la Central School of Art de Londres. Trabajó en Carlton Studios y en AE Johnson Ltd. como artista comercial Durante las décadas de 1930 y 1940, todavía se podían adquirir espadas antiguas a un precio relativamente bajo y Oakeshott comenzó a coleccionarlas. Debido a la escasez de información sobre estos, comenzó a investigarlas él mismo. Como artista formado, ilustró la mayoría de sus propios libros y también se convirtió en orador sobre armas y armaduras.
Oakeshott sirvió en la Marina Real de 1940 a 1945 como escolta de destructores y fue relevado del servicio después de ser herido. Regresó a AE Johnson, Ltd. y se desempeñó como su director durante quince años antes de irse en 1960 para convertirse en investigador y escritor a tiempo completo. En 1964 fue elegido miembro de la Sociedad de Anticuarios. Fue cofundador de la Arms and Armor Society en 1948, de la que se desempeñó como presidente en 1951. Ese mismo año, Oakeshott publicó el artículo "A Royal Sword in Westminster Abbey" en The Connoisseur sobre los resultados de su trabajo sobre la espada de Enrique V en la Abadía de Westminster. Como resultado, Oakeshott comenzó a ser consultado por museos como el Museo Fitzwilliam de Cambridge y por coleccionistas privados.
A su muerte, Oakeshott legó su colección personal de más de 75 espadas, incluidas muchas de importancia histórica, al Instituto Oakeshott de Armas y Armaduras en Mineápolis, organización educativa dedicada al alcance de los jóvenes y a "promover el interés por las armas y armaduras antiguas". a través de la experiencia educativa práctica".

### Vida personal
En 1963, Oakshott conoció a la pedagoga y escritora Sybil Marshall (1913–2005). Dejó a su esposa por ella y se convirtieron en socios de por vida y se casaron en 1995, después de la muerte de la primera esposa de Oakeshott, Margaret Roberts. Oakshott tuvo un hijo y dos hijas de su primer matrimonio.

## Tipología
La tipología Oakeshott es una forma de clasificar las espadas de los siglos del X al XVI en función de la forma física. Clasifica las espadas de la Edad Media europea en 13 tipos principales, etiquetados del X al XXII. El historiador, coleccionista e ilustrador Ewart Oakeshott lo introdujo en su tratado de 1960 The Archaeology of Weapons: Arms and Armor from Prehistory to the Age of Chivalry.
El sistema es una continuación de la tipología de la espada vikinga de Jan Petersen presentada en De Norske Vikingsverd («Las espadas vikingas noruegas») en 1919. En 1927, Mortimer Wheeler simplificó el sistema a solo siete tipos, etiquetados del I al VII. . Oakeshott amplió ligeramente el sistema con dos tipos de transición, VIII y IX, y luego comenzó a trabajar en su propia tipología.
La tipología de espadas medievales y renacentistas de Oakeshott se encuentra entre sus obras más influyentes y duraderas. Ha sido descrito como el "comentarista moderno más distinguido" de la espada.

## Obras
- The Archaeology of Weapons: Arms and Armour from Prehistory to the Age of Chivalry Boydell Press, 1960. ISBN 0-486-29288-6
- The Sword in the Age of Chivalry Boydell Press, 1964. ISBN 0-85115-715-7
- Records of the Medieval Sword Boydell Press, 1991. ISBN 0-85115-566-9
- European Weapons and Armour: From the Renaissance to the Industrial Revolution Boydell Press, 2000. ISBN 0-85115-789-0
- Sword in Hand Arms & Armor, Inc. 2000. ISBN 0-9714379-0-4
- A Knight and His Weapons Dufour Editions 1964, 1997. ISBN 0-8023-1299-3
- A Knight and His Armor Dufour Editions —, 1999. ISBN 0-8023-1329-9
- A Knight and His Horse Dufour Editions 1962, 1995. ISBN 0-8023-1297-7
- A Knight in Battle Dufour Editions —, 1998. ISBN 0-8023-1322-1
- A Knight and His Castle Dufour Editions 1965, 1996. ISBN 0-8023-1294-2
- Swords of the Viking Age Boydell Press 2002. ISBN 0-8023-1294-2
- The Sword in Anglo-Saxon England Boydell & Brewer 1962. ISBN 0-85115-355-0
- Dark Age Warrior Dufour Editions 1974, 1984. ISBN 0-8023-1273-X